# Bělečský písník
Bělečský písník je přírodní památka tři kilometry východně od města Hradec Králové a tři kilometry západně od Třebechovic pod Orebem. Jedná se o bývalý písník se širším okolím na západním okraji obce Běleč nad Orlicí. Celá plocha je oplocená (zákaz vstupu) a v soukromých rukou. Přírodní památka  s rozlohou 3,92 hektaru byla poprvé vyhlášena 23. srpna 1983. Spravuje ji Krajský úřad Královéhradeckého kraje.
Bělečský písník je velmi bohatou sekundární lokalitou, vzniklou původně devastační činností člověka v přírodě. Vlivem vhodných podmínek a malé konkurenci ostatních druhů rostlin v počátečním stadium rozvoje umožnila tato činnost vývoj rostlinných společenstev, vázaných v krajině na chudé rašelinné půdy. Na zamokřeném dně bývalého písníku došlo k rozvoji rašelinných společenstev s vysokou koncentrací chráněných a ohrožených druhů rostlin.

## Geologie
Podkladem jsou říční písky mladopleistocenního a holocenního toku Orlice. Lokalita vznikla uměle po odtěžení části písečných náplavů.

## Květena
Na písčitých okrajích vodní plochy prosperuje rosnatka okrouhlolistá (Drosera rotundifolia) a plavuňka zaplavovaná (Lycopodiella inundata), v tůňkách po těžbě písku rdest alpský (Potamogeton alpinus). Rostou zde také bělolist rolní (Filago arvensis) a bělolist nejmenší (Filago minima), plavuň vidlačka (Lycopodium clavatum), smldník bahenní (Peucedanum palustre), potočnice lékařská (Nasturtium officinale), mrvka myší ocásek (Vulpia myuros), nahoprutka písečná (Guepinia nudicaulis) aj. Při mykologickém průzkumu byl nalezen Lactarius scoticus, druh z okruhu ryzce kravského (Lactarius torminosus), rostoucí převážně v rašeliništích. Byl zde sbírán poprvé ve východních Čechách, stejně jako holubinka kyjonohá (Russula clavipes).

## Zvířena
V písníku se rozmnožují obojživelníci, mj. blatnice skvrnitá (Pelobates fuscus) a skokan skřehotavý (Rana ridibunda). Na okrajích chráněného území žijí ještěrka obecná (Lacerta agilis) a užovka obojková (Natrix natrix). Hnízdí tu běžné stromové a keřové druhy ptáků – pěnkava obecná (Fringilla coelebs), pěnice černohlavá (Sylvia atricapilla), budníček menší (Phylloscophus collybita) a další.

## Galerie

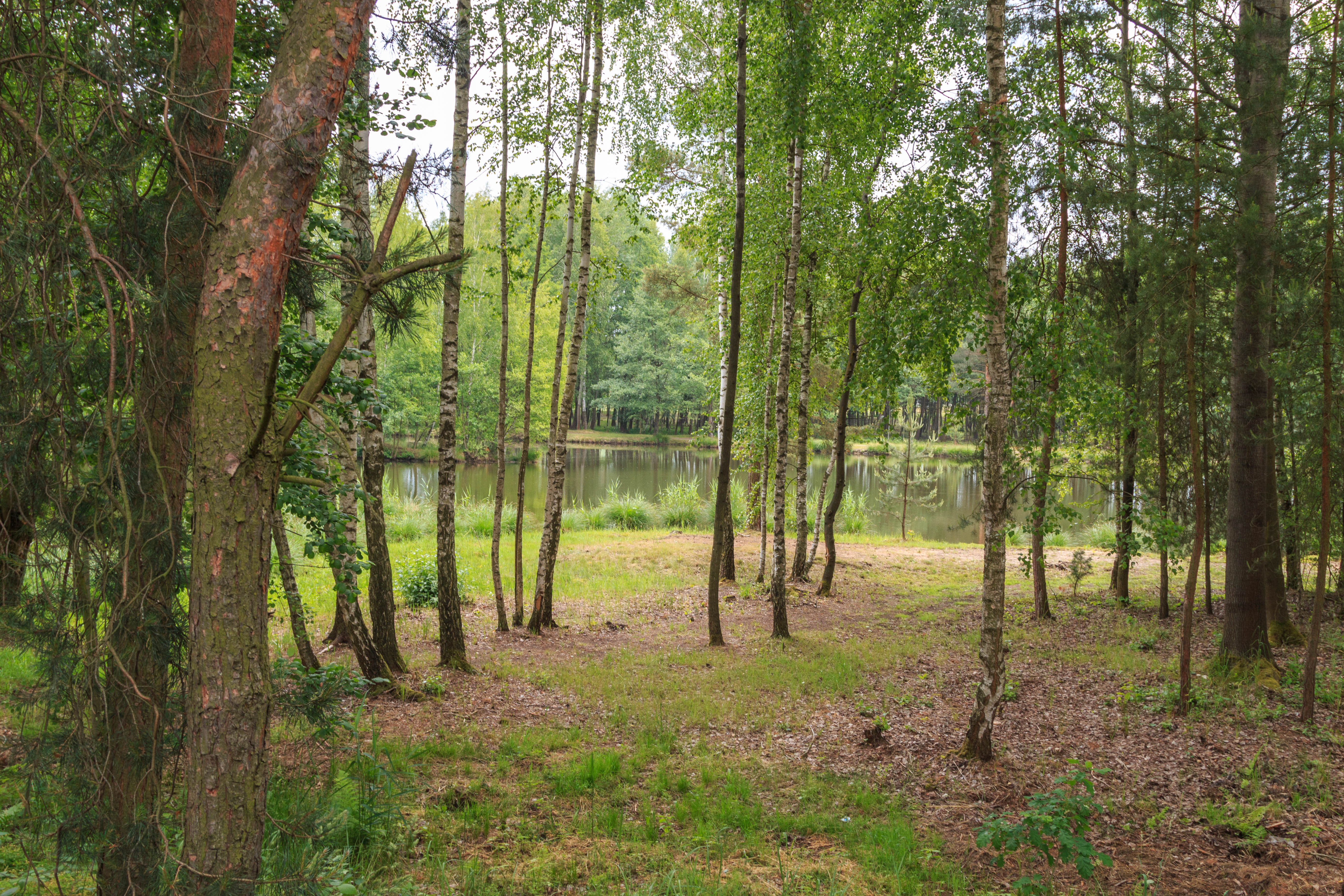
PP Bělečský písník
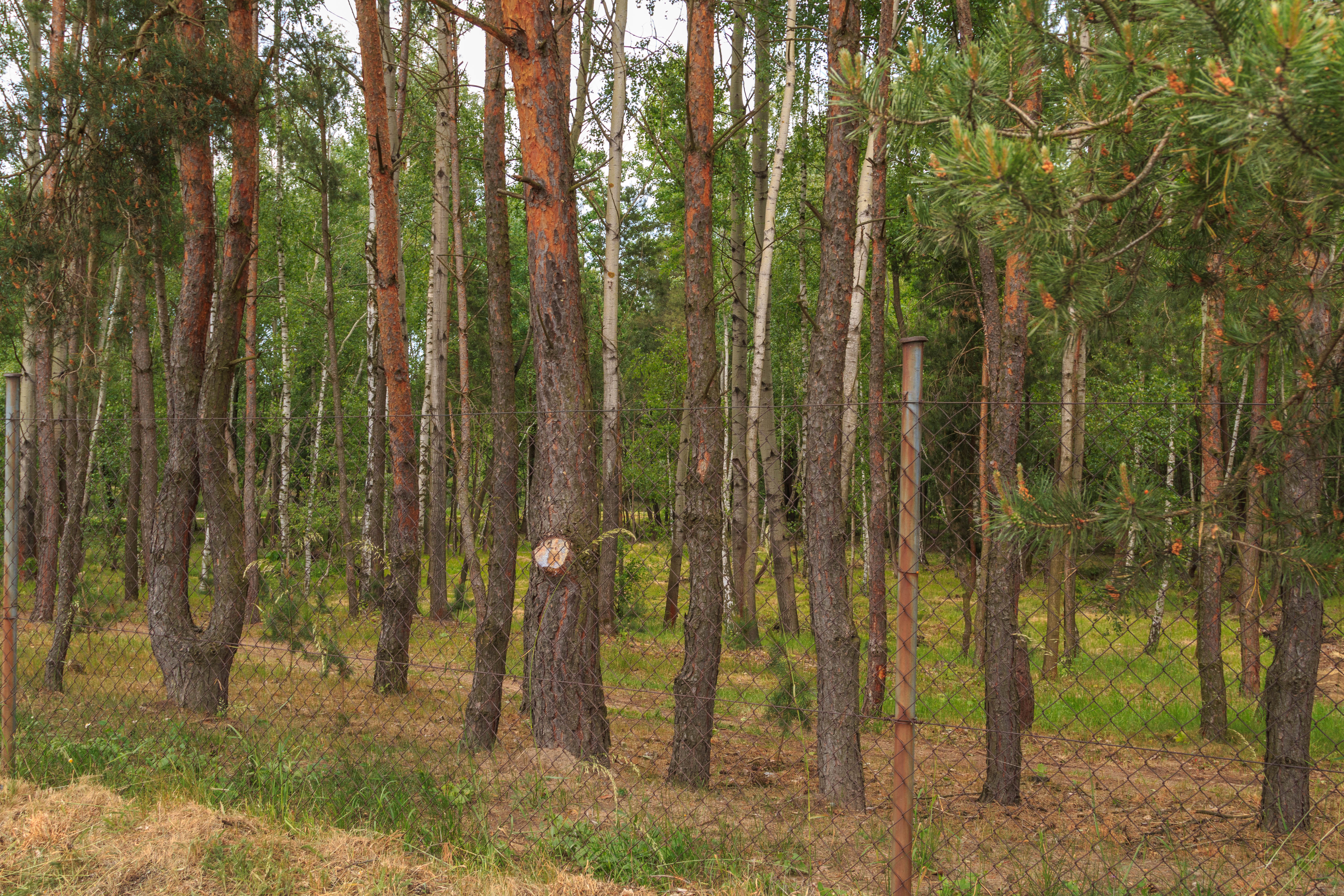
PP Bělečský písník
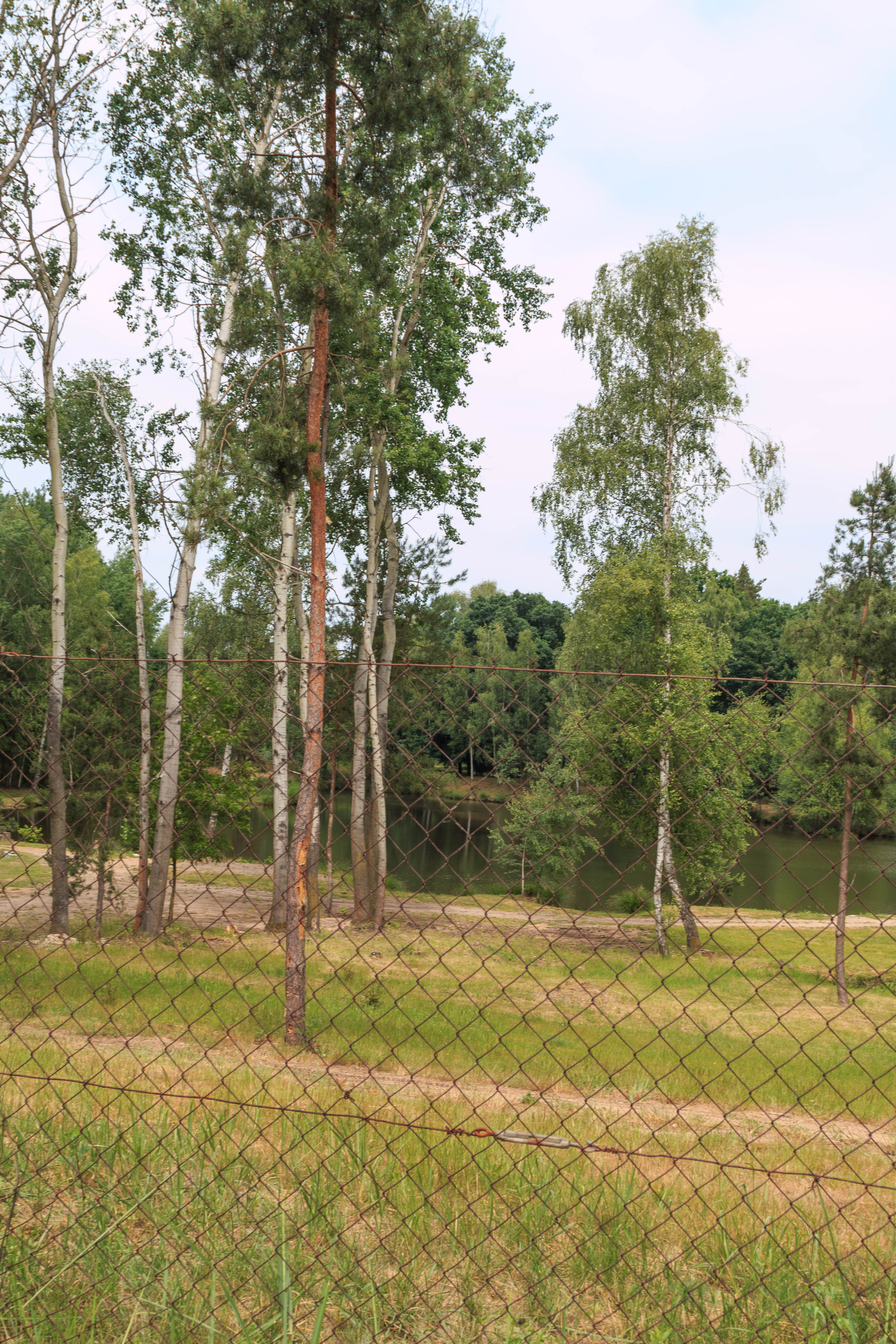
PP Bělečský písník
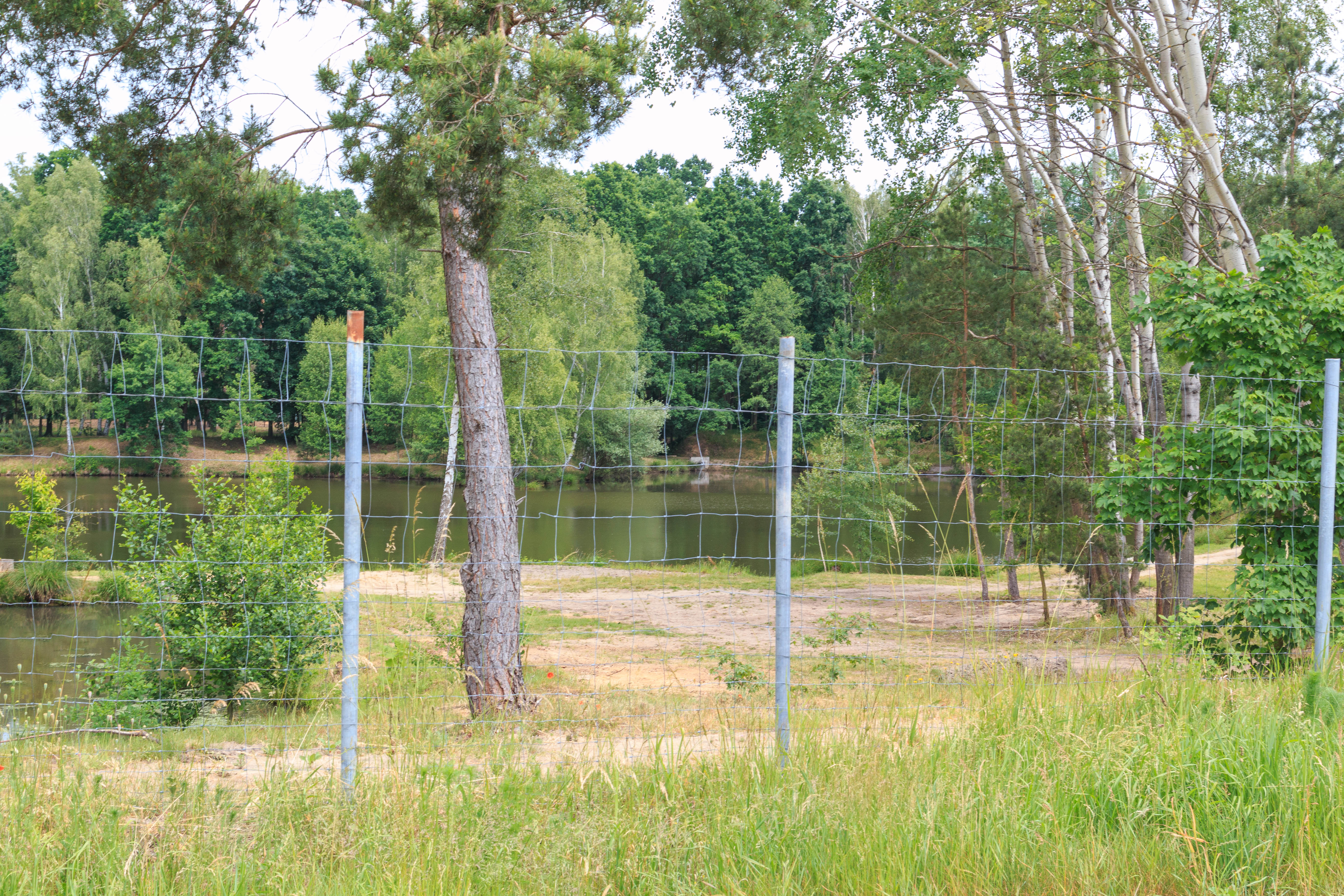
PP Bělečský písník